# Sven Celander
Sven Magnus Celander, född 6 oktober 1918 i Göteborgs domkyrkoförsamling, död 20 juni 1966 i Borgeby församling i dåvarande Malmöhus län, var en svensk advokat.
Sven Celander var son till professor Hilding Celander och Vera Hoffman. Han avlade studentexamen 1936, diplomerades från Handelshögskolan i Göteborg 1938 och avlade juris kandidatexamen i Lund 1944. Efter tingstjänstgöring 1944–1946 blev han biträdande lärare i rättsvetenskap vid Handelshögskolan i Göteborg 1946 och biträdande jurist på advokatbyrå 1950. Sven Celander drev egen advokatverksamhet från 1956. Han var kurator för Göteborgs nation i Lund 1943, vice ordförande i Lunds studentkår 1944 samt från 1954 ledamot av Sveriges advokatsamfund.
Han gifte sig 1958 med regissören Eva Sköld (1928–1999), dotter till överintendenten Otte Sköld och Arna Arntz. Hans barn är  Johan Celander (född 1958) teaterchef och Vera Celander (född 1963) journalist och författare. Sven Celander är begravd på Örgryte nya kyrkogård i Göteborg.